# Vito Maragioglio
Vito Maragioglio (1915 - 23 février 1976) est un architecte et égyptologue italien. Ses principales études, en collaboration avec Celeste Rinaldi, portent sur l'architecture des pyramides égyptiennes et plus particulièrement les pyramides de la région memphite. Leurs comptes rendus sont encore aujourd'hui les références absolues en matière d'architecture des pyramides.

## Publications
- L'architettura delle piramidi Menfite, avec Celeste Rinaldi.
- Korosko-Kasr Ibrim. Incisioni rupestri nubiane, avec Celeste Rinaldi, Curto.